# ماجرای پراحساس
ماجرای پراحساس (انگلیسی: The Passionate Adventure) یک فیلم در ژانر درام و صامت به کارگردانی گراهام کاتز و دستیاری آلفرد هیچکاک است که در سال ۱۹۲۴ منتشر شد.
این فیلم از یک رمان فرانک استینتون به وسیله آلفرد هیچکاک و مایکل مورتون اقتباس شده‌است.

## بازیگران
- کلیو بروک
- آلیس جویس
- مارجوری داو
- ویکتور مک‌لاگلن
- لیلیان هال-دیویس